# الأسقف ميريل
الأسقف ميريل (بالفرنسية: Évêque Myriel)‏ هو شخصية خيالية من رواية البؤساء التي ألفها الأديب الفرنسي فيكتور هوغو.
تؤدي الشخصية دور أسقف مدينة ديني سنة 1815، كان في الخامسة والسبعين من عمره وكان قد شغل أسقفية تلك المدينة منذ عام 1806.